# Chromadorella cobbiana
Chromadorella cobbiana is een rondwormensoort uit de familie van de Chromadoridae. De wetenschappelijke naam van de soort is voor het eerst geldig gepubliceerd in 1938 door Johnston.